# Porphyrinia nuga
Porphyrinia nuga là một loài bướm đêm trong họ Noctuidae.